# Куликов, Леонид Игоревич
Леони́д И́горевич Кулико́в (род. 4 июля 1964, Москва) — лингвист, специалист в области древнеиндийского языка (ведийского и классического санскрита), исторической лингвистики и типологии, кандидат филологических наук, PhD.

## Биография
Родился 4 июля 1964 г. в Москве.
Окончил Отделение структурной и прикладной лингвистики филологического факультета МГУ им. Ломоносова в 1986 г. В 1989 г. защитил диссертацию «Каузатив в санскрите» в отделе языков Института востоковедения РАН (научный руководитель — Т. Я. Елизаренкова); с 1989 по 1998 г. — сотрудник того же отдела. В 1991—1993 гг. преподавал на факультете теоретической и прикладной лингвистики РГГУ.
В 2001 защитил диссертацию «The Vedic -ya-presents» («Ведийские презенсы с суффиксом -ya-») в Лейденском университете (Нидерланды) (научный руководитель — А. Лубоцкий). В период с 2002 г. работал и преподавал (курсы по санскриту, ведийской грамматике, исторической лингвистике, индоевропеистике, синхронной и диахронической типологии) в Национальном исследовательском университете «Высшая школа экономики» (Москва, Россия), Лейденском, Неймегенском (Нидерланды), Гёттингенском (Германия), Уппсальском (Швеция), Гентском, Лувенском католическом (Бельгия), Павийском (Италия) университетах и в университете имени Адама Мицкевича в Познани (Польша).
Главный редактор журнала Journal of South Asian Languages and Linguistics (de Gruyter, Berlin), член редакционных коллегий ряда лингвистических и востоковедческих журналов: Journal of Historical Linguistics (Benjamins, Amsterdam), Московский лингвистический журнал (The Moscow Journal of Linguistic), Lingua Posnaniensis (Познань, Польша), Archivio Glottologico Italiano (Италия), Acta Orientalia Vilnensia (Вильнюс, Литва).

## Область исследований
Основные области исследований: грамматика древнеиндийского языка (ведийского и классического санскрита), в особенности ведийский глагол и глагольный синтаксис; ведийская филология; синтаксическая и морфологическая типология (в особенности типология глагольных категорий); историческая лингвистика; диахроническая типология; типология языков Южной и Центральной Азии, кавказских, алтайских и уральских языков.

## Основные работы
.

### Монографии
- The Vedic -ya-presents: Passives and intransitivity in Old Indo-Aryan. Amsterdam: Rodopi, 2012. (Leiden Studies in Indo-European; 19). — xxix+994 pp.  ISBN 978-90-420-3522-5

### Редактирование
- Проблемы семантической и синтаксической типологии. / Ред. В. И. Подлесская, Л. И. Куликов. М.: Наука, 1989. — 153 с.
- Kulikov, Leonid & Heinz Vater (eds). Typology of verbal categories. Papers presented to Vladimir Nedjalkov on the occasion of his 70th birthday. Tübingen: Niemeyer, 1998. (Linguistische Arbeiten; 382). — vi+310 pp.
- Abraham, Werner & L. Kulikov (eds). Tense-aspect, transitivity and causativity. Essays in honour of Vladimir Nedjalkov. Amsterdam: Benjamins, 1999. (Studies in Language Companion Series; 50). — xxxiii+359 pp.
- Языки мира: Индоарийские языки древнего и среднего периодов. / Ред. Т. Я. Елизаренкова, А. Е. Кибрик, Л. И. Куликов. М.: Academia, 2004. — 154 с.
- Kulikov, Leonid; Andrej Malchukov & Peter de Swart (eds). Case, Valency and Transitivity. Amsterdam: Benjamins, 2006. (Studies in Language Companion Series; 77). — xx+503 pp.
- Indologica. Сборник статей памяти Т. Я. Елизаренковой / T. Ya. Elizarenkova Memorial Volume. Кн. 1. / Ред. Л. И. Куликов, М. А. Русанов. М.: Изд-во РГГУ, 2008. (Orientalia et Classica; 20). — 528 pp.
- Indologica. Сборник статей памяти Т. Я. Елизаренковой / T. Ya. Elizarenkova Memorial Volume. Кн. 2. / Ред. Л. И. Куликов, М. А. Русанов. М.: Изд-во РГГУ, 2012. (Orientalia et Classica; 40). — 564 pp.
- Языки мира: Новые индоарийские языки. / Ред. Т. И. Оранская, Ю. В. Мазурова, А. А. Кибрик, Л. И. Куликов, А. Ю. Русаков. М.: Academia, 2011. — 896 с.
- Kulikov, Leonid & Nikolaos Lavidas (eds). Proto-Indo-European syntax and its development. Amsterdam: Benjamins, 2015. (Benjamins Current Topics; 75). — v+158 pp. (repr. of: Journal of Historical Linguistics 3/1 (2013): Special issue).
- Kulikov, Leonid & Nikolaos Lavidas (eds). Typology of labile verbs: Focus on diachrony. Berlin: De Gruyter, 2014. (Linguistics 52/4: Special issue). — 295 pp. (871–1165)
- Dom, Sebastian, Leonid Kulikov & Koen Bostoen (eds). Valency-decreasing derivations and (quasi-)middles in Bantu. Routledge, 2018. (Southern African Linguistics and Applied Language Studies 36/3: Special issue). — 96 pp. (165–260)
- Keidan, Artemij, Leonid Kulikov & Nikolaos Lavidas (eds). Morphosyntactic isoglosses in the development of Proto-Indo-European: Diachrony, typology and linguistic areas. Berlin: De Gruyter, 2020. (Poznań Studies in Contemporary Linguistics 56/3: Special issue). — 182 pp. (371–552)